# Дома 1181 км
 Дома 1181 км  — опустевший населенный пункт в Глазовском районе Удмуртии в составе  сельского поселения Октябрьское.

## География
Находится на расстоянии примерно 15 км на восток-юго-восток по прямой от центра района города Глазов у железнодорожной линии Киров-Пермь. 

## История
Известен с 1971 года как Казарма 1181 км. 

## Население
Постоянное население  составляло 1 человек (удмурты 100%) в 2002 году, 0 в 2012.